# Kel Mitchell
Kel Johari Rice Mitchell (Chicago, 25 de agosto de 1978), más conocido como Kel Mitchell, es un actor, comediante y rapero estadounidense-afrodescendiente.
Nació artísticamente en Nickelodeon y es conocido por su actuación como Kel Kimble en la exitosa sitcom Kenan & Kel, y como Double G en Game Shakers, otra serie de Nickelodeon. También actuó como protagonista en la serie animada de Boomerang Pink Panther and Pals, en la voz de la pantera.

## Carrera como actor
Kel Mitchell nació en Chicago, Illinois, el 25 de agosto de 1978, y creció en South Side. Asistió a la Chicago Vocational High School y tomó clases de teatro en la ETA Creative Arts Foundation. Mitchell tiene dos hermanas, Kenyatta y Kyra. Se convirtió al cristianismo.
En la escuela siempre se destacó por ser el "payaso" de su clase. Un día, su madre lo llevó a clases de teatro al ver que su hijo era "un tanto creativo" y le gustaba probar cosas para mostrar. Así comenzó con sus clases de teatro en el lado sur de Chicago. Kel dijo luego que si no fuera por su profesor de teatro, no habría llegado a ser actor. Así, en el año 1991, a los 12 años, comenzó a hacer varias obras de teatro en centro de Chicago. Pero él sentía que podía llegar a más, así que asistió a varias audiciones. Hasta que un día lo llamaron para estar en la serie All That en 1994.
Luego de eso, el actor y productor Brian Robbins notó la buena química que había entre los actores Kel y Kenan Thompson, y Kim Bass no lo dudó y creó un programa a la medida del nuevo dúo. Así, la sitcom Kenan & Kel nacía en 1996. Era el auge de las comedias dúo y Kenan & Kel se mostró como una de las más exitosas, tanto así que salió un especial para TV al final de la serie y una película del exitoso dúo Good Burger. Este programa fue el que marcó un antes y después en la vida artística de Kel ya que demostró su gran talento en la comedia, sobre todo con su voz. Estos fueron años de arduo trabajo para Kel, haciendo dos programas al mismo tiempo, cuatro películas y otras apariciones. Pero aun así, se lo veía impecable en sus actuaciones.
Al finalizar el año 2000, comenzó a interpretar al canino T-bone ("Huesos") en la versión original de Clifford, el gran perro rojo. Luego, fue vocero de KFC. Más adelante, hizo apariciones en varias sitcom y apareció en el video "All Falls Down" de Kanye West. Trabajó en las películas Honeydripper y X's & O's y también protagonizó una comedia llamada See Dick Run. Además, participó en un musical llamado Caught on Tape y en otra comedia llamada Chicago Pulaski Jones en 2009.
Mitchell apareció en la Comikaze Expo de 2011 con varios de sus miembros del elenco de All That, y ha aparecido en numerosos paneles del mismo tipo desde entonces, incluso en la Comic-Con de Nueva York en 2015, y filmó segmentos con ellos para la 22.ª edición del programa en The Splat en abril de 2016. Fue estrella invitada en Sam & Cat como el rapero Peezy B.
Mitchell fue miembro del elenco de la comedia de situación de Dan Schneider, Game Shakers, que se estrenó en Nickelodeon el 12 de septiembre de 2015. Él interpretó el papel de superestrella del rap y socio comercial de la compañía Game Shakers, Double G, siendo el tercer personaje más popular que ha interpretado en su carrera. Kel también protagonizó en Loiter Squad de Cartoon Network y Love That Girl! de TV One.
El 23 de septiembre de 2015, apareció en The Tonight Show Starring Jimmy Fallon en una obra de teatro que presenta su papel icónico como Ed de Good Burger. Mitchell también se reunió con su viejo compañero Kenan Thompson, quien repitió su papel como Dexter Reed. Más tarde ambos compitieron entre sí en un episodio del programa de juegos de Nickelodeon revivido Double Dare que se emitió en noviembre de 2018. También se unieron como productores ejecutivos para el reinicio de All That, que se estrenó entre 2019 y 2020.
Posteriormente, Kel presentó la serie de televisión Tails of Valor, que se centró en historias reales de animales de servicio cuyo trabajo ha cambiado la vida de las personas. También en 2019, compitió como concursante famoso en la temporada 28 de Dancing with the Stars, el cual terminó en segundo lugar. A partir de diciembre de 2020, apareció como panelista de Deliciousness, un spin-off del famoso programa Ridiculousness.
En 2022, lanzaría un libro titulado Blessed Mode: 90 Days to Level Up Your Faith, disponible en formato físico, digital y como audiolibro. Una canción titulada "Blessed Mode" se lanzó más tarde a servicios de transmisión como iTunes y Spotify. Él y su esposa Asia también compitieron en un episodio de Guy's Grocery Games contra Ross Mathews.

## Carrera como músico
Kel también tiene su lado musical. La primera vez que apareció cantando fue en la película Good Burger, acompañando a Immature (IMx) en el tema "Watch Me Doing My Thing". En su Myspace oficial había varios videos con parodias al mejor estilo "Weird Al" Yankovic de artistas como Michael Jackson y Usher, entre otros.
En 2023, lanzó el vídeo musical «Go Time» bajo el sello Reflection Music Group que preside Derek Minor.

## Vida personal
Estuvo casado con Tyisha Hampton-Mitchell por seis años hasta su divorcio en 2005. Mitchell y Hampton tienen dos hijos juntos, un hijo llamado Lyric nacido en 1999 y una hija llamada Allure nacida en 2002. Se volvió a casar el 25 de febrero de 2012 con la rapera Asia Lee. Tuvieron una hija, Wisdom, nacida en julio de 2017. Su segundo hijo en común y el cuarto de Mitchell, un niño llamado Honor, nació en octubre de 2020.
Mitchell y su mujer recibieron un premio Carson Black Chamber en 2016 por el programa The Back House Party. Es el portavoz de Black College Expo.

## Filmografía

### Cine y televisión
- All That - TV (1994-1999)
- Kenan & Kel - TV (1996-2000)
- Good Burger - (1997)
- Sister, Sister TV - (1997)
- Peoria Babylon - (1997)
- Figure It Out - TV (1998-1999)
- Sabrina, the Teenage Witch TV - (1998)
- The Rosie O'Donnell Show - TV (1998)
- Mystery Men - (1999)
- The Amanda Show - TV (1999)
- Cousin Skeeter - TV (1999)
- Clifford, el gran perro rojo TV - (2000-2003)
- The Adventures of Rocky and Bullwinkle - (2000)
- The Nick Cannon Show - TV (2002)
- The Parkers - TV (2003)
- Dance 360 - TV (2004-2005)
- Complete Savages - TV (2004)
- One on One - TV (2005-2006)
- Ganked - (2005)
- I Love Toys - TV (2006)
- Like Mike 2: Streetball - (2006)
- Take the Cake - TV (2007)
- Honeydripper - (2007)
- X's & O's - (2007)
- See Dick Run - (2008)
- Pink Panther and Pals - TV (2010-2011)
- Dance Fu - (2011)
- Battle of Los Angeles - (2011)
- Good Luck Charlie - (2011)
- Motorcity - TV (2012)
- Wild Grinders - TV (2012-presente)
- Caught on Tape - (2013)
- Sam and Cat - Peezy B- TV (2013)
- The Thundermans
- Liv & Maddie - TV (2014)
- Game Shakers - TV (2015-2019)
- Good Burger 2 - (2023)

## Premios y nominaciones
Kel Mitchell ha sido nominado por sus trabajos en varios programas, y ha ganado un premio.
| Año  | Categoría                       | Trabajo nominado       | Resultado |
| ---- | ------------------------------- | ---------------------- | --------- |
| 1998 | Actor favorito de TV en Comedia | Kenan & Kel            | Nominado  |
| 1999 | Actor favorito de TV en Comedia | All That - Kenan & Kel | Ganador   |

NAACP Image Awards
| Año  | Categoría                                          | Trabajo nominado | Resultado |
| ---- | -------------------------------------------------- | ---------------- | --------- |
| 1999 | Premio a la mejor performance en una serie juvenil | Kenan & Kel      | Nominado  |
| 2000 | Premio a la mejor performance en una serie juvenil | Kenan & kel      | Nominado  |

Premios Daytime Emmy
| Año  | Categoría                                          | Trabajo nominado             | Resultado |
| ---- | -------------------------------------------------- | ---------------------------- | --------- |
| 2001 | Premio a la mejor performance en una serie animada | Clifford, el gran perro rojo | Nominado  |
| 2002 | Premio a la mejor performance en una serie animada | Clifford, el gran perro rojo | Nominado  |